# Trigonura
Trigonura is een geslacht van vliesvleugeligen uit de familie bronswespen (Chalcididae). De wetenschappelijke naam van dit geslacht is voor het eerst geldig gepubliceerd in 1866 door Sichel.

## Soorten
Het geslacht Trigonura omvat de volgende soorten:
- Trigonura algerti Burks, 1959
- Trigonura bakeri Masi, 1926
- Trigonura californica Rohwer, 1917
- Trigonura chrysobathra Yang, 1997
- Trigonura crassicauda (Sichel, 1866)
- Trigonura dorsalis Ashmead, 1904
- Trigonura elegans (Provancher, 1887)
- Trigonura euthyrrhini (Dodd, 1921)
- Trigonura gladiator (Walker, 1862)
- Trigonura guttatipennis (Girault, 1927)
- Trigonura indica Narendran, 1987
- Trigonura insularis (Cresson, 1865)
- Trigonura javensis Narendran, 1987
- Trigonura luzonensis Narendran, 1987
- Trigonura ninae (Nikol'skaya, 1952)
- Trigonura nishidai Narendran, 1989
- Trigonura pini Burks, 1959
- Trigonura puertoricensis Wolcott, 1951
- Trigonura reticulata (Kieffer, 1912)
- Trigonura rubens (Klug, 1834)
- Trigonura ruficaudis (Cameron, 1913)
- Trigonura samarensis Narendran, 1987
- Trigonura septemdens Liu, 1994
- Trigonura shonima Narendran, 1989
- Trigonura sphenopterae Nikol'skaya, 1960
- Trigonura steffani Narendran, 1987
- Trigonura tarsata (Dalla Torre, 1898)
- Trigonura tenuicaudis Waterston, 1922
- Trigonura townesi Narendran, 1989
- Trigonura ulmi Burks, 1959